# 邓鹏翔
邓鹏翔，中华人民共和国政治人物、全国脱贫攻坚先进个人。

## 生平
邓鹏翔任新疆维吾尔自治区和田地区发展和改革委员会党组成员、副主任（挂职），北京市扶贫协作和支援合作工作领导小组新疆和田指挥部规划财务部部长。因在脱贫攻坚战中作出突出贡献，2021年2月25日全国脱贫攻坚总结表彰大会上，邓鹏翔被授予“全国脱贫攻坚先进个人”。